# Caifanes
Caifanes ist eine mexikanische Rockband. Sie sorgte für die Wiederbelebung der spanischen Sprache in der mexikanischen Rockszene, des sogenannten Rock en español. Ihr düsterer Stil mit zum Teil schaurigen, kryptischen Texten stellte einen Gegensatz zu der damaligen, von Balladen dominierten Popkultur dar.

## Geschichte
Ihren ersten Auftritt hatten die Caifanes – in der Besetzung Hernández, André, Marcovich, Herrera und Romo – am 11. April 1987 im Rockotitlán in Mexiko-Stadt. Hernández, André und Marcovich waren bereits zuvor Mitglieder der Band Las Insólitas Imágenes de Aurora. Zu dieser Zeit entsprach der Stil der Band etwa dem der Band The Cure.

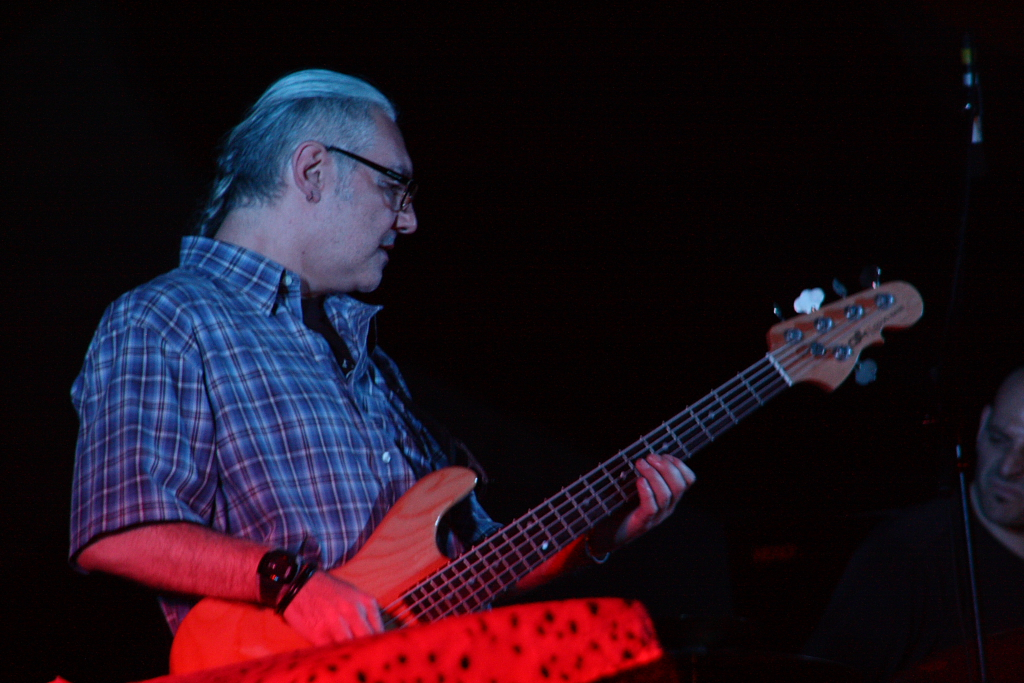
„Sabo“ Romo

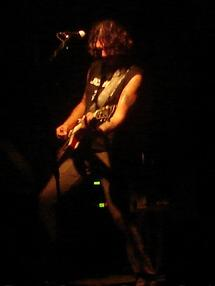
Saúl Hernández

Nachdem von einer EP 300.000 Exemplare verkauft werden konnten, erschien ihr Debütalbum Caifanes (auch bekannt als Mátenme porque me muero, Volumen I) im August 1988, die Single Mátenme porque me muero wurde zum ersten Hit der Band, gefolgt von Viento und La negra Tomasa.
Das zweite Album, Volumen II, besser bekannt als El Diablito, erschien 1990. Auf dieser Platte übernahm Marcovich erstmals die Rolle als Leadgitarrist, außerdem legte die Band Wert auf die Einbindung traditioneller mexikanischer Elemente und verzichtete auf das Nachahmen des Stils einer bestimmten Gruppe, wodurch sich der eigene Stil der Band entwickeln konnte. Das von Adrian Belew produzierte El Silencio folgte 1992. Im August dieses Jahres spielte die Band im ausverkauften Hollywood Palladium und 1993 als erste Rockband im Palacio de los Deportes in Mexiko-Stadt. Dieses war das letzte Konzert der Caifanes mit Sabo Romo, Herrera verließ die Band am Ende der Tour.
Mit den neuen Mitgliedern Fong und Zaragoza nahmen Hernández, André und Marcovich das letzte Album auf, El nervio del volcán. Als letzte Single erschien Ayer me dijo un ave. In dieser Zeit stieg die mediale Aufmerksam stetig an und die Band hatte einen Auftritt bei MTV Unplugged, als Vorband der Rolling Stones und beim WOMAD-Festival. 1995 trennte sich die Band nach einem Streit zwischen Marcovich und Hernández. 1997 erschien die Greatest-Hits-CD La historia.
Seit 1995 ist Saúl Hernández Mitglied der Jaguares, deren Stil eine Weiterentwicklung der Musik der Caifanes darstellt. 2011 vereinigten sich die Caifanes erneut.

## Diskografie
- Caifanes (1988), auch Matenme porque me muero, Volumen 1
- Volumen 2 (1990), auch El Diablito
- El silencio (1992)
- El nervio del volcán (1994)
- La historia (1997; Greatest-Hits-CD)